# Вахрушево (Ярославская область)
Вахрушево — деревня в Ростовском районе Ярославской области России. 
В рамках организации местного самоуправления входит в сельское поселение Семибратово, в рамках административно-территориального устройства — в Ново-Никольский сельский округ.

## География
Расположена в 17 км к северо-востоку от центра города Ростова и в 0,5 км к востоку от рабочего посёлка Семибратово.

## Население
| 2007 | 2010 |
| ---- | ---- |
| 831  | ↘743 |

Согласно результатам переписи 2002 года, в национальной структуре населения русские составляли 80 % от всех жителей.